# Jake Berry

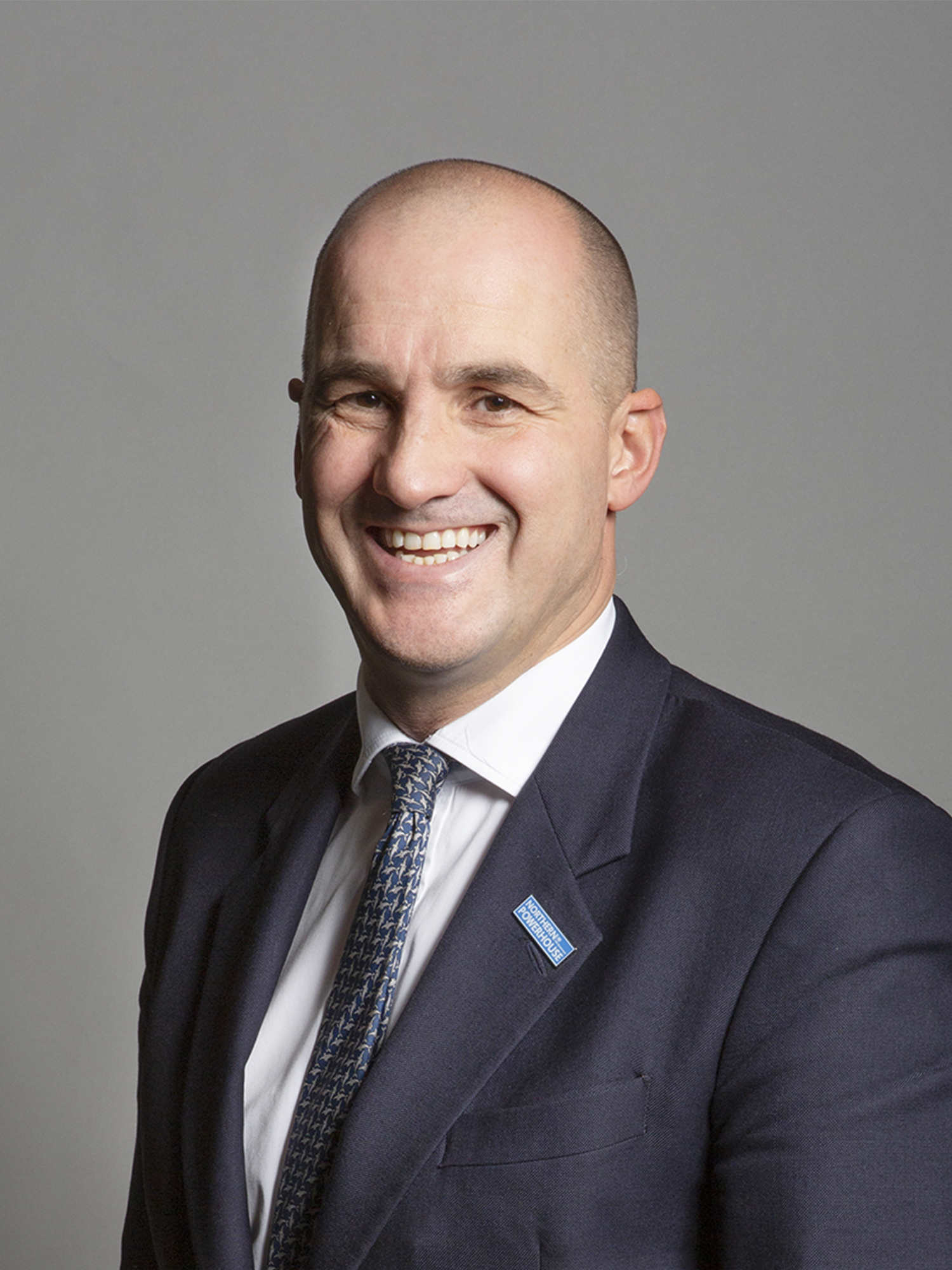
Jake Berry (2019)

Sir James Jacob „Jake“ Gilchrist Berry, PC (* 29. Dezember 1978 in Liverpool) ist ein britischer Politiker der Conservative Party, der seit 2010 Mitglied des Unterhauses (House of Commons) ist und verschiedene Regierungsämter bekleidete. Im Kabinett Truss war er vom 6. September bis zum 25. Oktober 2022 Minister ohne Geschäftsbereich im Kabinettsamt.

## Leben
James Jacob „Jake“ Gilchrist Berry absolvierte nach dem Besuch des Liverpool College ein Studium der Rechtswissenschaften an der University of Sheffield. Nach der Qualifizierung zum Solicitor 2003 arbeitete er für verschiedene Anwaltskanzleien in Chester und der City of London, wobei er sich insbesondere im Bereich Planungsrecht spezialisierte. Bei der Unterhauswahl am 6. Mai 2010 wurde er für die konservativen Tories im Wahlkreis Rossendale and Darwen erstmals zum Mitglied des Unterhauses (House of Commons) gewählt und bei den Unterhauswahlen am 7. Mai 2015, 8. Juni 2017 und 12. Dezember 2019 jeweils wiedergewählt. Zu Beginn seiner Parlamentszugehörigkeit war er zwischen dem 20. Juli 2015 und dem 16. Januar 2017 Mitglied des Finanzausschusses (Finance Committee).
Am 14. Juni 2017 übernahm Berry sein erstes Regierungsamt im zweiten Kabinett May und fungierte bis zum 8. Januar 2018 als Parlamentarischer Unterstaatssekretär im Ministerium für Kommunen und lokale Selbstverwaltung (Parliamentary Under-Secretary, Department for Communities and Local Government). Im Zuge einer Regierungsumbildung sowie eines Neuzuschnitts von Ministerien war er daraufhin zwischen dem 8. Januar 2018 und dem 25. Juli 2019 Parlamentarischer Staatssekretär im nunmehrigen Ministerium für Unternehmen, Kommunen und lokale Selbstverwaltung (Parliamentary Under-Secretary, Department for Business, Communities and Local Government). Darüber hinaus fungierte er in Personalunion vom 7. Juni bis zum 25. Juli 2019 auch noch als Parlamentarischer Unterstaatssekretär im Ministerium für Wirtschaft, Energie und Industriestrategie (Parliamentary Under-Secretary, Department for Business, Energy and Industrial Strategy). Am 25. Juli 2019 wurde er im ersten Kabinett Boris Johnson Staatsminister im Kabinettsamt (Minister of State, Cabinet Office) sowie zugleich Staatsminister im Ministerium für Wohnungsbau, Gemeinden und Kommunalverwaltung (Minister of State, Ministry of Housing, Communities and Local Government) und bekleidete diese Ämter bis zum 13. Februar 2020 im zweiten Kabinett von Boris Johnson. 2019 wurde er zum Mitglied des Geheimen Kronrates (Privy Council) berufen.
Im Kabinett Truss war Jake Berry vom 6. September bis zum 25. Oktober 2022 Minister ohne Geschäftsbereich im Kabinettsamt (Minister without Portfolio, Cabinet Office). Zugleich wurde er als Nachfolger von Andrew Stephenson am 6. September 2022 Chairman of the Conservative Party und fungierte damit bis zu seiner Ablösung durch Nadhim Zahawi am 25. Oktober 2022 de facto als Geschäftsführender Vorsitzender beziehungsweise Generalsekretär der konservativen Tories. Am 14. Oktober 2022 wurde König Charles III. darum gebeten, ihn zum Knight Bachelor zu schlagen, wodurch er zukünftig den Namenszusatz „Sir“ trägt. Nach dem Rücktritt von Premierministerin Liz Truss am 25. Oktober 2022 und seinem Ausscheiden aus der Regierung gehört er dem Unterhaus als Hinterbänkler (Backbencher) an.